# Zyzomys pedunculatus
Il ratto delle rocce dell'Australia centrale (Zyzomys pedunculatus  Waite, 1896) è un roditore della famiglia dei Muridi endemico dell'Australia.

## Descrizione

### Dimensioni
Roditore di piccole dimensioni, con la lunghezza della testa e del corpo tra 108 e 123,8 mm, la lunghezza della coda tra 116 e 127,7 mm, la lunghezza del piede tra 25,5 e 27,8 mm, la lunghezza delle orecchie tra 19,5 e 22,7 mm.

### Aspetto
La pelliccia è soffice, con pochi peli spinosi. Il colore delle parti superiori è grigio-brunastro, mentre le parti ventrali sono bianche con la base dei peli grigia. Le orecchie sono piccole e rotonde. La coda è più lunga della testa e del corpo.

## Biologia

### Alimentazione
Si nutre di semi degli alberi della foresta pluviale e di steli d'erba.

### Riproduzione
Le nascite avvengono durante tutto l'anno.

## Distribuzione e habitat
Questa specie è conosciuta soltanto in due località distanti tra loro circa 77  km, sui monti MacDonnell occidentali, nel Territorio del Nord. In passato l'areale si estendeva in gran parte del Territorio del Nord e nell'Australia Occidentale.
Vive in affioramenti rocciosi, praterie, boscaglie e savane alberate.

## Conservazione
La IUCN Red List, considerato che la popolazione è diminuita di più dell'80% negli ultimi 10 anni a causa del degrado della qualità del proprio habitat, classifica Z.pedunculatus come specie in grave pericolo (CR).

La CITES ha inserito questa specie nell'appendice I.